# کاروانسرای کمارج
کاروانسرای کمارج در ۳۰ کیلومتری کازرون و در سمت راست جاده کازرون - بوشهر در روستای ده کهنه کمارج واقع شده‌است. نقشه کاروانسرا چهار ایوانی و چهار برج در چهار گوشه آن بنا شده‌است. احداث بنای چهار ایوانی با حیاط بازمرکزی سابقه‌ای طولانی در معماری ایران داشته که نمونه این نقشه را می‌توان در کاخ آشور در بین‌النهرین مشاهده کرد.
در دوره اسلامی، از پلان ۴ ایوانی برای ساخت بناهای مذهبی و غیر مذهبی مانند مدارس، مقابر، مساجد و کاروانسراها استفاده گردید. این کاروانسرا مربع شکل و ابعاد آن ۷۴ متر می‌باشد. ورودی در ضلع ×۸۵ جنوبی بنا قرار گرفته و به صورت راهرویی به شکل چهار طاقی است که سقف آن با کاربندی‌های ساده گچی پوشش داده‌اند و ضلع شرقی و غربی این راهرو به اتاق‌هایی به صورت قرینه را پیدا می‌کند که هر یک از این اتاق‌ها از طریق یک ورودی به اتاقهای دیگر مرتبط می‌شوند.
در این کاروانسرا اتاق‌هایی برای مسافران در اطراف حیاط مرکزی ساخته شده که این اتاق‌ها به وسیله یک سری ایوان به حیاط باز می‌شوند. در پشت اتاقها، در ضلع غربی و شرقی بنا اصطبل‌هایی برای نگهداری از چهارپایان قرار دارد و در چهار گوشه بنا محل‌هایی را برای دسترسی به اتاقهای پشت کاروانسرا و همچنین اصطبل‌ها ساخته‌اند.
معماری کاروانسرای ده کهنه کمارج به دلیل وجود عناصری چون سنگ و خاک و گچ و آهک که به فراوانی در این منطقه یافت می‌شود، نوعی خاص از معماری را ایجاد کرده‌است.
مصالح اصلی برای ساخت بنای کاروانسرا از سنگ و گچ و در بعضی قسمت‌ها از ساروج استفاده شده‌است. کف حیاط گلی و پشت بام به وسیله کاهگل اندود شده‌است. تزیینات بنا، ساده و بهره‌گیری از گچ به عنوان شکل دهنده عمده تزیینات این بنا در نمای داخلی، طاق نماها، ایوانها و نمای خارجی بوده‌است.
نمای قاب تمامی دربها و پنجره‌ها و اتاق‌ها و ایوانها با سقف هلالی شکل ساخته شده‌است و پشت بام آن مسطح با شیب ملایم ساخته و در قسمتهایی که اتاقهای بزرگ قرار دارد سقف‌ها قوسی شکل می‌باشند. روشنایی اتاقهای کاروانسرا به هنگام روز از طریق روزنه‌های سقف یا پنجره‌ها تأمین می‌شده است.